# Радичи (Емильчинский район)
Радичи (укр. Радичі) — село на Украине, находится в Емильчинском районе Житомирской области.
Код КОАТУУ — 1821781605. Население по переписи 2001 года составляет 197 человек. Почтовый индекс — 11245. Телефонный код — 4149. Занимает площадь 0,618 км².

## Адрес местного совета
11245, Житомирская область, Емильчинский р-н, с.Варваровка, ул.Центральная, 36